# Georgia-Pacific Tower
La Georgia-Pacific Tower è un grattacielo di Atlanta.

## Caratteristiche
Presenta al suo interno 52 piani di spazi per uffici ed è stato terminato nel 1982. All'epoca era il secondo edificio più alto di Atlanta. Durante quel periodo era il Westin Peachtree Plaza Hotel  l'edificio più alto di Atlanta. Ha un design simile a una scala che si abbassa fino a terra ed è rivestito in granito rosa estratto da Marble Falls, in Texas.
La torre si trova nell'ex sito del Loew's Grand Theatre, dove si tenne la prima del film del 1939 Gone with the Wind. Il teatro in origine non poteva essere demolito a causa del suo status di landmark, ma nel 1978 venne distrutto da un incendio, aprendo la strada alla torre.
Lo studio di architettura che lo ha progettato è stato Skidmore, Owings & Merrill. L'appaltatore generale che ha realizzato il progetto era una joint venture tra l'ufficio di Atlanta della JA Jones Construction Company e la HJ Russell Company, anch'essa di Atlanta. La torre è la sede mondiale della Georgia-Pacific. Altri inquilini includono la società di consulenza McKinsey & Company e il ramo del centro di High Museum of Art, aperto nel 1986.
Il 14 marzo 2008, la torre ha subito lievi danni quando un tornado ha attraversato il centro di Atlanta.
L'edificio è stato utilizzato come location per le riprese del film d'azione del 1985 Invasion USA con Chuck Norris e Richard Lynch, nel quale è servito come scenario per la battaglia finale tra l'esercito americano e l'esercito di terroristi internazionali.